# Tobias Westenhielm
Tobias Westenhielm eller Tobias Wester (före 1689), född 9 juli 1649 i Västervik, död 20 december 1719, var en svensk lagman och häradshövding.
Han blev assessor i antikvitetskollegium 1681 och häradshövding i Väsby och Salbergs län 1683. Westenhielm blev lagman i Västmanlands och Kopparbergs läns lagsaga från 1713 och i Västerås läns lagsaga 1718.. Adlad 1689.
Westenhielm var innehavare av Ryningsnäs i Vika socken.